# Алтай (Павлодарская область)
Алтай (каз. Алтай; до 2023 года — Львовка) — село в Теренкольском районе Павлодарской области Казахстана. Расположено в 150 км к северо-западу от областного центра — Павлодара и в 40 км к северо-востоку от районного центра — села Теренколь. Административный центр сельского округа Алтай. Код КАТО — 554843100.

## История
Село Львовка было основано в 1914 году в урочище Алтай в бывшей Фёдоровской волости Павлодарского уезда. Названо в честь освобождения русскими войсками города Львова от австрийцев и немцев в 1914 году.
В 1929 году в селе был образован колхоз «Красный Алтай». В 1951 году три колхоза («Красный Алтай», «Тимофеевка» и «Светлый путь») были объединены в один колхоз имени Ворошилова. В 1957 году колхоз получил имя С. М. Кирова.
В 2023 году село Львовка было переименовано в село Алтай.

## Население
В 1985 году в селе проживало 848 человек. В 1999 году население села составляло 741 человек (361 мужчина и 380 женщин). По данным переписи 2009 года, в селе проживало 577 человек (289 мужчин и 288 женщин).